# Costalimacris neotropica
Costalimacris neotropica är en insektsart som beskrevs av Frédéric Carbonell och Campos-seabra 1988. Costalimacris neotropica ingår i släktet Costalimacris och familjen Romaleidae. Inga underarter finns listade i Catalogue of Life.